# La the Darkman
La the Darkman, de son vrai nom Lason Jackson, né en 1980 à New York, est un rappeur américain affilié au Wu Tang Clan. 

## Biographie
Jackson est né à New York et a grandi à Crown Heights, un quartier de Brooklyn, avec son frère, le rappeur Willie Jackson. Il négocie son premier contrat à la fin du lycée grâce au soutien du Wu-Tang Clan étant particulièrement proche de certains de ses membres. Il apparaît initialement sur la compilation DJ Muggs Presents The Soul Assassins (Chapter 1).
Son premier album, Heist of the Century, est publié le 20 octobre 1998 par Navarre Distribution. L'album est classé 8e des classements Billboard Heatseekers, et 17e des R&B Albums. Il est largement bien accueilli notamment par des sites comme WARR.org. Le rappeur Drake considère Jackson comme « l'un des MCs les plus chauds » tandis qu'il parle de son frère, Willie The Kid.
Plus tard, Jackson participe aux tournées de plusieurs artistes tels que 50 Cent ou le Wu-Tang Clan. Il s'installe ensuite à Atlanta où il travaille pour Aphilliates Music Group et Embassy Entertainment, négociant un accord de coentreprise avec ces deux labels et Universal Records. Jackson aide aussi à la production de l'album Gangsta Grillz.

## Discographie

### Albums studio
- 1998 : Heist of the Century
- 2014 : La Paraphernalia (EP)

### Mixtapes
- 2004 : Trials and Tribulations
- 2006 : Return of the Darkman (avec J-Love)
- 2006 : Dead Presidents (avec Willie the Kid)
- 2008 : The Notorious LAD (avec DJ Drama)
- 2009 : Living Notoriously (avec DJ Drama)
- 2010 : Return of the Darkman, Part 2 (avec J-Love)
- 2011 : Embassy Invasion (avec DJ Green Lantern)